# Mönchengladbach Challenger 2003
Il Mönchengladbach Challenger 2003 è stato un torneo di tennis facente parte della categoria ATP Challenger Series nell'ambito dell'ATP Challenger Series 2003. Il torneo si è giocato a Mönchengladbach in Germania dal 18 al 24 agosto 2003 su campi in terra rossa.

## Vincitori

### Singolare
Daniel Elsner ha battuto in finale  Irakli Labadze con il punteggio di 6–1, 2–6, 6–3

### Doppio
Irakli Labadze /  Rogier Wassen hanno battuto in finale  Karsten Braasch /  Franz Stauder con il punteggio di 6(4)–7, 6–2, 6–2